# Mondelange
 Mondelange  es una población y comuna francesa, en la región de Lorena, departamento de Mosela, en el distrito de Thionville-Ouest y cantón de Fameck.

## Demografía
| 3931 | 6470 | 6510 | 5993 | 5808 | 5610 |
| Para los censos de 1962 a 1999 la población legal corresponde a la población sin duplicidades (Fuente: INSEE [Consultar]) |      |      |      |      |      |